# 马尔蒂·马泰林
马尔蒂·马泰林（芬蘭語：Martti Marttelin，1897年6月18日—1940年3月1日），芬兰男子田径运动员，主攻长跑。他曾代表芬兰参加1928年夏季奥林匹克运动会田径比赛，获得男子马拉松铜牌。